# Charlotte Gainsbourgová
Charlotte Lucy Gainsbourgová, nepřechýleně Charlotte Lucy Gainsbourg (* 21. července 1971, Londýn) je francouzská herečka a zpěvačka.

## Osobní život
Je dcerou britské herečky Jane Birkinové a francouzského herce, básníka, muzikanta a režiséra Serge Gainsbourga. Narodila se v Londýně, ale vyrůstala v Paříži. Její babičkou z matčiny strany byla herečka Judy Campbell. Jejím strýcem je scenárista a režisér Andrew Birkin, který natočil film Betonová zahrada, ve kterém Charlotte hrála. Její otec byl Žid, zatímco její matka pochází z křesťanského prostředí. Charlotte navštěvovala soukromou dvojjazyčnou školu v Paříži a poté Collège Alpin International Beau Soleil ve Švýcarsku. Jejími v dětství osvojenými jazyky jsou jak francouzština tak angličtina.
Ze strany své matky má dvě nevlastní sestry, módní fotografku Kate Barryovou a zpěvačku Lou Doillonovou.
Jejím dlouholetým životním partnerem je francouzsko-izraelský herec Yvan Attal, se kterým má tři děti, Bena (narozen 1997) a dcery Alice (narozená 2002) a Joe (narozená 2011).
Dne 5. září 2007 byla převezena do pařížské nemocnice, kde se podrobila operaci na krvácení do mozku. To bylo důsledkem jejích bolestí hlavy po nehodě na vodních lyžích ve Spojených státech, která se stala o několik týdnů dříve.
V letech 2013 až 2020 žila v New Yorku. Má britské i francouzské občanství.

## Filmová kariéra
Jejím filmovým debutem se stala v roce 1984 role dcery Catherine Deneuveové ve filmu V záři reflektorů. V průběhu své kariéry hrála ve více než 30 filmech. V roce 1986 získala Césara pro nejslibnější herečku za film L'effrontée a v roce 2000 Césara pro nejlepší herečku ve vedlejší roli za film Pusa. V roce 1993 přišel její první anglicky mluvící debutový film, Betonová zahrada, který režíroval a napsal její strýc Andrew Birkin. Její divadelní debut přišel v roce 1994 ve hře Davida Mameta, Oleanna v Théâtre de la Gaîté-Montparnasse. V roce 1996 ztvárnila titulní roli v adaptaci knihy Charlotte Brontëové, Jana Eyrová.
V roce 2003 hrála ve snímku 21 gramů po boku Naomi Wattsové, Seana Penna a Benicia del Tora. V roce 2006 se vedle Gaela Garcíi Bernala objevila v Nauce o snech. O rok později ztvárnila Claire v dokumentárním filmu Beze mě: Šest tváří Boba Dylana a také přispěla na filmový soundtrack písní "Just Like a Woman". V roce 2009 získala cenu festivalu v Cannes za snímek Antikrist režiséra Larse von Triera. Dále si zahrála ve francouzsko-australské produkci filmu Strom a objevila se podruhé ve filmu Larse von Triera, Melancholia. V únoru 2012 byla v porotě 62. ročníku Berlínského mezinárodního filmového festivalu. V květnu stejného roku měl premiéru snímek Confession of a Child of the Century, kde si zahrála po boku britského hudebníka Peta Dohertyho.
V roce 2013 již potřetí spolupracovala s von Trierem na Nymfomance, kde ztvárnila hlavní roli. Tento čtyřhodinový film popisuje život ženy závislé na sexu od jejího mládí až do středního věku. Když byla tázána na povahu role, Gainsbourgová odpověděla: „Sexuální scény nebyly tak těžké. Pro mě byly nejtěžší všechny ty masochistické scény. Ty byly trapné a, ano, trochu ponižující.“

## Hudební kariéra
Gainsbourg hudebně debutovala v roce 1984, kdy jí bylo 13 let, kontroverzní písní Lemon Incest. Text písně, kterou nazpívala se svým otcem Sergem, naznačoval pedofilní vztah mezi otcem a dcerou a vedl lidi k domněnce, že jde o autobiografický. Gainsbourgová později uvedla, že právě nastoupila na internátní školu, a proto o kontroverzi týkající se písně nevěděla.
V roce 1986 vydala své debutové album Charlotte for Ever, které produkoval její otec. V roce 2000 se objevila na Madonnině albu Music ve skladbě What It Feels Like for a Girl, kde má dlouhý mluvený úvod převzatý z filmu Betonová zahrada. V roce 2004 nazpívala duet If s francouzským zpěvákem Étiennem Dahem. 
V roce 2006 vydala Gainsbourgová své druhé album 5:55, které se setkalo s velkým ohlasem kritiky i komerčním úspěchem, dostalo se na první místo francouzské hitparády. Koncem roku 2009 vydala své třetí studiové album IRM, které produkoval Beck. V roce 2011 vydala dvojalbum Stage Whisper, které obsahovalo dosud nevydané písně z IRM a živé skladby. V roce 2013 vydala coververzi písně Hey Joe, kterou s Beckem nahrála pro soundtrack k filmu Nymfomanka, v němž hrála hlavní roli.
V roce 2017 vydala své páté studiové album Rest. Na tom pracovala čtyři roky, převážně v New Yorku, s producentem Sebastianem Akchoté. Následující rok vyšlo doprovodné EP s názvem Take 2. V roce 2019 se také objevila na Akchotéově druhém studiovém albu Thirst. V roce 2000 se objevila na albu Peradam od Soundwalk Collective, na kterém zpívala také Patti Smith.

## Filmografie
| Rok  | Název filmu                                               | Role                                  | Poznámky |
| ---- | --------------------------------------------------------- | ------------------------------------- | --- |
| 1984 | V záři reflektorů                                         | Charlotte Markerová                   | |
| 1985 | La tentation d'Isabelle                                   | dítě                                  | |
| 1985 | L'Effrontée                                               | Charlotte Castangová                  | César pro nejslibnější herečku |
| 1986 | Charlotte for Ever                                        | Charlotte                             | |
| 1988 | Mistr kung-fu                                             | Lucy                                  | |
| 1988 | Jane Birkinová očima Agnes Vardové                        | dcera Jane Birkinové                  | |
| 1988 | Malá zlodějka                                             | Janine Castangová                     | Nominována – César pro nejlepší herečku |
| 1990 | Slunce i v noci                                           | Matilda                               | |
| 1991 | Děkuji, živote                                            | Camille Pelleveauová                  | |
| 1991 | Aux yeux du monde                                         | Juliette Manginová                    | |
| 1992 | Amoureuse                                                 | Marie                                 | |
| 1993 | Betonová zahrada                                          | Julie                                 | |
| 1994 | Grosse Fatigue                                            | Sama sebe                             | |
| 1996 | Jana Eyrová                                               | Jana Eyrová                           | |
| 1996 | Anna Oz                                                   | Anna Oz                               | |
| 1996 | Cesta k lásce                                             | Marie                                 | Nominována – César pro nejlepší herečku |
| 1999 | Narušitel                                                 | Catherine Girardová                   | |
| 1999 | Pusa                                                      | Milla Robinová                        | César pro nejlepší herečku ve vedlejší roli |
| 2000 | Passionnément                                             | Alice Almeidaová                      | |
| 2000 | Norimberk                                                 | Marie Claude Vaillantová-Couturierová | minisérie |
| 2000 | Bídníci                                                   | Fantine                               | minisérie |
| 2001 | Félix et Lola                                             | Lola                                  | |
| 2001 | Má žena je herečka                                        | Charlotte                             | |
| 2002 | La merveilleuse odyssée de l'idiot Toboggan               | Hlas                                  | |
| 2003 | 21 gramů                                                  | Mary Riversová                        | |
| 2004 | Une star internationale                                   | ona sama                              | krátký film |
| 2004 | A žili spolu šťastně až na věky                           | Gabrielle                             | |
| 2005 | Jeden zůstává, druhý odchází                              | Judith                                | |
| 2005 | Lumík                                                     | Bénédicte Gettyová                    | |
| 2006 | Nový svět                                                 | Lucy Reedová                          | |
| 2006 | Půjč mi svou ruku                                         | Emma                                  | Nominována – César pro nejlepší herečku |
| 2006 | Nauka o snech                                             | Stéphanie                             | |
| 2007 | Beze mě: Šest tváří Boba Dylana                           | Claire                                | |
| 2008 | Město Osudu                                               | Arden Langdonová                      | |
| 2009 | Antikrist                                                 | Ona                                   | Cena filmového festivalu v Cannes za nejlepší herečku Bodil Award pro nejlepší herečku v hlavní roli Sant Jordi Award pro nejlepší zahraniční herečku Nominována – Scream Award pro nejlepší herečku Nominována – European Film Award pro nejlepší herečku Nominována – Robert Award pro nejlepší herečku |
| 2009 | Perzekuce                                                 | Sonia                                 | |
| 2010 | Strom                                                     | Dawn                                  | Nominována – César pro nejlepší herečku |
| 2011 | Melancholia                                               | Claire                                | Robert Award pro nejlepší herečku ve vedlejší roli Nominována – Saturn Award pro nejlepší herečku ve vedlejší roli Nominována – Bodil Award pro nejlepší herečku ve vedlejší roli Nominována – European Film Award pro nejlepší herečku                                                                   |
| 2012 | Confession d'un enfant du siècle                          | Brigitte                              | |
| 2012 | Do Not Disturb                                            | Lilly                                 | |
| 2013 | Nymfomanka                                                | Joe                                   | Bodil Award pro nejlepší herečku v hlavní roli |
| 2014 | Jacky au royaume des filles                               | plukovnice                            | |
| 2014 | Nepochopená                                               | matka                                 | |
| 2014 | Son épouse                                                | Catherine de Rosa                     | |
| 2014 | Samba                                                     | Alice                                 | |
| 2014 | Tři srdce                                                 | Sylvie Berger                         | |
| 2015 | Vše bude v pořádku                                        | Sara                                  | |
| 2016 | Ils sont partout                                          | Mathilde Bensoussan                   | |
| 2016 | Den nezávislosti: Nový útok                               | doktorka Catherine Marceaux           | |
| 2016 | Norman: Mírný vzestup a tragický pád stratéga z New Yorku | Alex Green                            | |
| 2016 | Temné zločiny                                             | Kasia                                 | |
| 2017 | Ismaelovy přízraky                                        | Sylvia                                | |
| 2017 | Příslib úsvitu                                            | Nina Kacew                            | |
| 2017 | Sněhulák                                                  | Rakel Fauke                           | |
| 2018 | I Think We're Alone Now                                   | Violet                                | |
| 2019 | Mon chien stupide                                         | Cécile Mohen                          | |
| 2019 | Lux Æterna                                                | Charlotte                             | |
| 2020 | Suzanna Andler                                            | Suzanna Andler                        | |

## Diskografie
| Rok  | Detaily alba                                                                     | Nejvyšší umístění v hitparádách | Nejvyšší umístění v hitparádách | Nejvyšší umístění v hitparádách | Nejvyšší umístění v hitparádách | Nejvyšší umístění v hitparádách | Nejvyšší umístění v hitparádách | Nejvyšší umístění v hitparádách | Nejvyšší umístění v hitparádách | Nejvyšší umístění v hitparádách | Nejvyšší umístění v hitparádách | Nejvyšší umístění v hitparádách | Ocenění          |
| Rok  | Detaily alba                                                                     | CZE                             | FRA                             | AUT                             | BE (Vl)                         | BE (Wa)                         | GER                             | NLD                             | SWE                             | SWI                             | UK                              | USA                             | Ocenění          |
| ---- | -------------------------------------------------------------------------------- | ------------------------------- | ------------------------------- | ------------------------------- | ------------------------------- | ------------------------------- | ------------------------------- | ------------------------------- | ------------------------------- | ------------------------------- | ------------------------------- | ------------------------------- | ---------------- |
| 1986 | Charlotte for Ever - Vydáno: 1986 - Vydavatelství: Phonogram/Mercury             | -                               | -                               | -                               | -                               | -                               | -                               | -                               | -                               | -                               | -                               | -                               |                  |
| 2006 | 5:55 - Vydáno: 28. srpna 2006 - Vydavatelství: Because Music/Atlantic/Vice       | -                               | 1                               | 41                              | 15                              | 2                               | 38                              | 99                              | 57                              | 12                              | -                               | 196                             | - FRA: platinové |
| 2009 | IRM - Vydáno: 4. prosince 2009 - Vydavatelství: Because Music/Elektra            | 48                              | 4                               | -                               | 35                              | 8                               | -                               | -                               | 46                              | 28                              | 62                              | 69                              |                  |
| 2011 | Stage Whisper - Vydáno: 13. prosince 2011 - Vydavatelství: Because Music/Elektra | -                               | 84                              | -                               | -                               | 98                              | 89                              | -                               | -                               | -                               | -                               | -                               |                  |
| 2017 | Rest - Vydáno: 17. listopadu 2017 - Vydavatelství: Because Music                 | -                               | 14                              | 49                              | 18                              | 9                               | 74                              | —                               | —                               | 8                               | 89                              | -                               |                  |